# George Winston
George Winston (Hart, 26 dicembre 1949 – Williamsport, 4 giugno 2023) è stato un pianista statunitense.

## Biografia
Winston nacque nel Michigan ma crebbe nel Montana. Fu uno degli artisti di maggior successo dell'etichetta discografica Windham Hill Records.
Il suo disco Forest del 1994 vinse un Grammy Award nel 1996 per il "Miglior Album New Age".
L'album Night Divides The Day: The Music of the Doors del 2002 è dedicato alla musica dei Doors.
Winston è morto nel 2023, per le complicazioni di due tumori: uno alla tiroide e uno alla pelle.

## Discografia
- Ballads and blues 1972 - The Early Recordings (1972)
- Autumn (1980)
- Winter into spring (1982)
- December (1982)
- Summer (1991)
- Forest (1994)
- Sadako (1995)
- Linus & Lucy - The Music of Vince Guaraldi (1996)
- All the Seasons (1998)
- Veveteen rabbit (1999)
- Plains (1999)
- Autumn - Windham hill 20th anniversary (2001)
- December - Windham hill 20th anniversary (2001)
- Rememberance (2001)
- Night Divides The Day: Music Of The Doors (2002)
- Montana - A Love Story (2004)
- Gulf Coast Blues & Impressions A Hurricane Relief Benefit (2006)
- Love Will Come - The Music Of Vince Guaraldi, Volume 2 (2010)
- Restless Wind (2019)